# Europees kampioenschap volleybal vrouwen 2017
Het Europees kampioenschap volleybal vrouwen 2017 werd van 22 september tot en met 1 oktober 2017 georganiseerd in Azerbeidzjan en Georgië.

## Opzet
De top-5 van het vorige EK in 2015 plaatsten zich rechtstreeks voor het toernooi in 2017. Azerbeidzjan en Georgië waren als gastlanden al gekwalificeerd. Daar kwamen nog negen landen bij die zich via kwalificatietoernooien voor dit EK hebben gekwalificeerd. In de eerste ronde zijn de zestien deelnemende ploegen onderverdeeld in vier groepen. De groepswinnaars plaatsen zich direct voor de kwartfinale, de nummers twee en drie van iedere groep plaatsen zich voor de play-off ronde.

## Gekwalificeerde teams
| Gastlanden           | Via EK 2015                                | Groepswinnaars                                    | Via play-off                |
| -------------------- | ------------------------------------------ | ------------------------------------------------- | --------------------------- |
| Azerbeidzjan Georgië | Rusland Nederland Servië Turkije Duitsland | Italië België Polen Kroatië Bulgarije Wit-Rusland | Hongarije Tsjechië Oekraïne |

## Speelsteden
- Bakoe
- Gäncä
- Tbilisi

## Eindtoernooi
Alle tijden zijn lokale tijd (UTC+4).

### Groepsfase
| Geplaatst voor de kwartfinale |
| Geplaatst voor play-offs      |

#### Groep A
De wedstrijden van groep A werden gespeeld in de Nationale Gymnastiek Arena in Bakoe, een hal die werd gebouwd voor de Europese Spelen 2015.
|      |              |    | Wedstrijden | Wedstrijden | Sets | Sets | Sets |
| Rank | Team         | Pt | W           | L           | W    | L    |      |
| ---- | ------------ | -- | ----------- | ----------- | ---- | ---- | ---- |
| 1    | Azerbeidzjan | 9  | 3           | 0           | 9    | 1    |      |
| 2    | Polen        | 5  | 2           | 1           | 6    | 6    |      |
| 3    | Duitsland    | 4  | 1           | 2           | 6    | 7    |      |
| 4    | Hongarije    | 0  | 0           | 3           | 2    | 9    |      |

| Datum        |              | Score |              | Set 1 | Set 2 | Set 3 | Set 4 | Set 5 | Totaal |
| ------------ | ------------ | ----- | ------------ | ----- | ----- | ----- | ----- | ----- | ------ |
| 22 sep 18.00 | Hongarije    | 0–3   | Azerbeidzjan | 23–25 | 14–25 | 16–25 |       |       | 53–75  |
| 22 sep 20.30 | Polen        | 3–2   | Duitsland    | 23–25 | 25–15 | 18–25 | 25–23 | 15–5  | 106–93 |
| 23 sep 18.00 | Polen        | 3–1   | Hongarije    | 25–22 | 19–25 | 25–17 | 25–18 |       | 94–82  |
| 24 sep 18.00 | Azerbeidzjan | 3–0   | Polen        | 25–14 | 25–21 | 25–23 |       |       | 75–58  |
| 24 sep 20.30 | Duitsland    | 3–1   | Hongarije    | 25–21 | 19–25 | 25–21 | 25–18 |       | 94–85  |
| 25 sep 18.00 | Duitsland    | 1–3   | Azerbeidzjan | 25–19 | 19–25 | 18–25 | 18–25 |       | 80–94  |

#### Groep B
De wedstrijden in groep B werden gespeeld in het Sportpaleis van Tbilisi.
|      |             |    | Wedstrijden | Wedstrijden | Sets | Sets | Sets |
| Rank | Team        | Pt | W           | L           | W    | L    |      |
| ---- | ----------- | -- | ----------- | ----------- | ---- | ---- | ---- |
| 1    | Italië      | 8  | 3           | 0           | 9    | 3    |      |
| 2    | Wit-Rusland | 5  | 2           | 1           | 7    | 5    |      |
| 3    | Kroatië     | 5  | 1           | 2           | 7    | 7    |      |
| 4    | Georgië     | 0  | 0           | 3           | 1    | 9    |      |

| Datum        |             | Score |             | Set 1 | Set 2 | Set 3 | Set 4 | Set 5 | Totaal |
| ------------ | ----------- | ----- | ----------- | ----- | ----- | ----- | ----- | ----- | ------ |
| 22 sep 17.00 | Italië      | 3–0   | Georgië     | 25–14 | 25–12 | 25–12 |       |       | 75–38  |
| 22 sep 20.00 | Wit-Rusland | 3–2   | Kroatië     | 10–25 | 15–25 | 25–21 | 25–20 | 15–9  | 90–100 |
| 23 sep 17.00 | Georgië     | 1–3   | Kroatië     | 12–25 | 13–25 | 25–23 | 23–25 |       | 73–98  |
| 23 sep 20.00 | Italië      | 3–1   | Wit-Rusland | 27–25 | 25–18 | 18–25 | 25–21 |       | 95–89  |
| 24 sep 17.00 | Georgië     | 0–3   | Wit-Rusland | 8–25  | 11–25 | 12–25 |       |       | 31–75  |
| 24 sep 20.00 | Kroatië     | 2–3   | Italië      | 23–25 | 21–25 | 25–19 | 25–10 | 11–15 | 105–94 |

#### Groep C
De wedstrijden in groep C vonden net als die in groep A plaats in Bakoe
|      |           |    | Wedstrijden | Wedstrijden | Sets | Sets | Sets |
| Rank | Team      | Pt | W           | L           | W    | L    |      |
| ---- | --------- | -- | ----------- | ----------- | ---- | ---- | ---- |
| 1    | Rusland   | 5  | 2           | 0           | 6    | 3    |      |
| 2    | Bulgarije | 4  | 2           | 0           | 6    | 4    |      |
| 3    | Turkije   | 4  | 1           | 2           | 6    | 7    |      |
| 4    | Oekraïne  | 2  | 0           | 0           | 5    | 9    |      |

| Datum        |           | Score |           | Set 1 | Set 2 | Set 3 | Set 4 | Set 5 | Totaal  |
| ------------ | --------- | ----- | --------- | ----- | ----- | ----- | ----- | ----- | ------- |
| 22 sep 15.30 | Oekraïne  | 2–3   | Rusland   | 18–25 | 25–20 | 23–25 | 25–23 | 13–15 | 104–108 |
| 23 sep 15.30 | Bulgarije | 3–2   | Oekraïne  | 25–23 | 21–25 | 23–25 | 25–11 | 15–4  | 109–88  |
| 23 sep 20.30 | Turkije   | 1–3   | Rusland   | 23–25 | 25–20 | 23–25 | 20–25 |       | 91–95   |
| 24 sep 15.30 | Bulgarije | 3–2   | Turkije   | 25–17 | 10–25 | 25–16 | 20–25 | 20–18 | 100–101 |
| 25 sep 15.30 | Rusland   | 3–2   | Bulgarije | 21–25 | 25–20 | 23–25 | 25–21 | 15–13 | 109–104 |
| 25 sep 20.30 | Turkije   | 3–1   | Oekraïne  | 25–20 | 25–19 | 20–25 | 25–23 |       | 95–87   |

#### Groep D
De wedstrijden in groep D werden gespeeld in de olympische hal in de plaats Gäncä in het westen van Azerbeidzjan.
|      |           |    | Wedstrijden | Wedstrijden | Sets | Sets | Sets |
| Rank | Team      | Pt | W           | L           | W    | L    |      |
| ---- | --------- | -- | ----------- | ----------- | ---- | ---- | ---- |
| 1    | Servië    | 9  | 3           | 0           | 9    | 1    |      |
| 2    | Nederland | 6  | 2           | 1           | 6    | 5    |      |
| 3    | Tsjechië  | 3  | 1           | 2           | 4    | 7    |      |
| 4    | België    | 0  | 0           | 3           | 3    | 9    |      |

| Datum        |           | Score |           | Set 1 | Set 2 | Set 3 | Set 4 | Set 5 | Totaal |
| ------------ | --------- | ----- | --------- | ----- | ----- | ----- | ----- | ----- | ------ |
| 22 sep 17.00 | Servië    | 3–0   | Tsjechië  | 25–22 | 25–16 | 25–23 |       |       | 75-61  |
| 22 sep 20.00 | Nederland | 3–1   | België    | 23–25 | 25–12 | 25–21 | 25–14 |       | 98–72  |
| 23 sep 17.00 | Tsjechië  | 3–1   | België    | 19–25 | 25–23 | 28–26 | 25–19 |       | 97–93  |
| 23 sep 20.00 | Servië    | 3–0   | Nederland | 29–27 | 25–17 | 25–23 |       |       | 79–67  |
| 24 sep 17.00 | België    | 1–3   | Servië    | 26–24 | 20–25 | 22–25 | 21–25 |       | 89–99  |
| 24 sep 20.00 | Tsjechië  | 1–3   | Nederland | 21–25 | 15–25 | 25–21 | 22–25 |       | 83–96  |

## Kampioenschapsronde
Alle wedstrijden in de kampioenschapsronde werden in Bakoe gespeeld.

### Play-offs
| Datum        |             | Score |           | Set 1 | Set 2 | Set 3 | Set 4 | Set 5 | Totaal  |
| ------------ | ----------- | ----- | --------- | ----- | ----- | ----- | ----- | ----- | ------- |
| 26 sep 18.00 | Wit-Rusland | 3–2   | Tsjechië  | 18–25 | 23–25 | 27–25 | 25–22 | 17–15 | 110–112 |
| 26 sep 20.30 | Nederland   | 3–0   | Kroatië   | 25–18 | 25–8  | 25–21 |       |       | 75–47   |
| 27 sep 18.00 | Polen       | 1–3   | Turkije   | 22–25 | 25–27 | 25–18 | 23–25 |       | 95–95   |
| 27 sep 20.30 | Bulgarije   | 2–3   | Duitsland | 25–14 | 20–25 | 25–16 | 19–25 | 11–15 | 100–95  |

### Kwartfinale
| Datum        |              | Score |             | Set 1 | Set 2 | Set 3 | Set 4 | Set 5 | Totaal |
| ------------ | ------------ | ----- | ----------- | ----- | ----- | ----- | ----- | ----- | ------ |
| 28 sep 18.00 | Italië       | 0–3   | Nederland   | 17–25 | 20–25 | 13–25 |       |       | 50–75  |
| 28 sep 20.30 | Servië       | 3–0   | Wit-Rusland | 25–19 | 25–12 | 25–14 |       |       | 75–45  |
| 29 sep 18.00 | Azerbeidzjan | 3–0   | Duitsland   | 25–20 | 25–18 | 25–21 |       |       | 75–59  |
| 29 sep 20.30 | Rusland      | 0–3   | Turkije     | 25–27 | 18–25 | 20–25 |       |       | 63–77  |

### Halve finale
| Datum        |           | Score |              | Set 1 | Set 2 | Set 3 | Set 4 | Set 5 | Totaal  |
| ------------ | --------- | ----- | ------------ | ----- | ----- | ----- | ----- | ----- | ------- |
| 30 sep 18.00 | Nederland | 3–2   | Azerbeidzjan | 20–25 | 25–19 | 25–19 | 25–27 | 15–12 | 110–102 |
| 30 sep 20.30 | Servië    | 3–0   | Turkije      | 25–17 | 25–12 | 25–21 |       |       | 75–50   |

### Troostfinale
| Datum       |              | Score |         | Set 1 | Set 2 | Set 3 | Set 4 | Set 5 | Totaal |
| ----------- | ------------ | ----- | ------- | ----- | ----- | ----- | ----- | ----- | ------ |
| 1 okt 16.00 | Azerbeidzjan | 1–3   | Turkije | 25–22 | 21–25 | 14–25 | 8–25  |       | 68–97  |

### Finale
| Datum       |           | Score |        | Set 1 | Set 2 | Set 3 | Set 4 | Set 5 | Totaal |
| ----------- | --------- | ----- | ------ | ----- | ----- | ----- | ----- | ----- | ------ |
| 1 okt 19.00 | Nederland | 1–3   | Servië | 20–25 | 22–25 | 25–18 | 18–25 |       | 85–93  |